# 天德军
天德军，初名大安军（一作天安军），隶属于唐关内道丰州，其两处治所皆位于今内蒙古巴彦淖尔市阴山山脉南麓，与前套地区的振武军为中晚唐时期（755年—907年）唐朝北方边疆的重要军事机构。安史之乱后，回鹘汗国一直未能对唐朝造成较大威胁，故而天德军与振武军的防御任务不重，驻军量也较西北地区的西套银川平原少，主要是回鹘对唐朝威胁远不如吐蕃严重。天德军置有都防御使之职，因驻军量是唐朝河套军镇中最少的一个军镇，实力也比河套东部平原的振武军弱，一直也未能像振武军一样升格为节度。最早的天德军节度使，始见于911年的后梁时期。唐朝前期，河套内外驻防城群体尽归朔方节度使统管，后期驻防城群体分别划归于灵盐、夏州、天德军和振武军四个方镇统辖，成为区域社会稳定的基石。

## 历史

### 唐五代天德军
天德军最初治所在北城（内蒙古乌梁素海土城子），749年张齐丘于可敦城（今内蒙古乌拉特中旗温更镇南狼山山区）置横寨军，同年，自中受降城迁安北都护府治所于此城，可敦城乃可贺敦城之误，为突厥语皇后城之意。753年安思顺与郭子仪奏弃横塞军，请于大同川以西筑一城置军为朔方根本，并拟以中受降、东受降城连振武军为左翼，以西受降城连天德军、定远军为右臂，作为东西一线的河套防御体系，755年筑毕置军，唐玄宗赐名大安军，为其军镇治所，即故天德军城。不久因安史之乱，郭子仪奉调征讨，只留老弱守此城，为燕将宋星星攻破，纵火焚毁，故将天德军都防御使迁驻西受降城，改名天德军，临时安置军马于永清栅（一作永济栅，今内蒙古乌梁素海南岸），北城遂废弃。
813年由于河套泛滥，西受降城城南被黄河河水冲毁。天德军都防御使周怀义上表请修筑，修费为21万贯。围绕着修城还是迁徙，官臣们发生了争执。814年在李吉甫的建议下，因迁城费比起修城费要少得多，只留天德军1千人守西受降城内城及月城，将余军及防御使往驻天德故城，又以3万馀家迁移至北城城内，此后，天德军一直驻在北城，直到唐末。920年辽太祖阿保机，领军攻天德军城，节度使宋瑶投降，辽更其名为应天军，班师。不久，宋瑶复叛，阿保机再次出兵，俘宋瑶，迁其家属及天德军吏民于东阴山山脉的大青山南麓。因辽对经营后套地区颇感困难，不得不将其统治范围向东收缩，将故丰州和天德军治所迁至前套地区（今内蒙古呼和浩特附近）。
- 辛奉国（大历年间）
- 李景略（790年）
- 郭钢（791年）
- 李景略（796年－804年）
- 任迪简（804年－808年）
- 张煦（808年—811年）
- 高霞寓（811年）
- 周怀义（811年—814年）
- 燕重旰（814年—815年）
- 李奉仙（815年）
- 彭膺（元和末年）
- 李祐（821年）
- 李岵（822年）
- 李文悦（825年－828年）
- 浑鐬（828年－830年）
- 李公政（831年）
- 李逵（839年）
- 田牟（841年－843年）
- 石雄（843年－844年）
- 段文楚（872年）
- 蔡行（875年）
- 李珰（875年－876年）
- 宋瑶（911年-920年）
- 刘承训（924年－925年）
- 郭承丰（928年－？）
- 郭勋（951年－959年）[6]

### 辽天德军
916年辽置西南路招讨司，920年丰州东迁后，为其治所，隶属于西京道，此后又在丰州以远设置了一些州、军，形成了辽在西南地区的统治网。辽在丰州置有天德军为其军额，节度使颓刺于983年在率兵出击党项（时为定难节度使）时与其子战死。尽管辽对河套统治范围向东收缩，但对西南防务方面也感到力不从心。1122年在金兵的进攻下，辽天祚帝出京向西逃亡，曾反复经过天德军，其路线大致从今大同市经呼和浩特过渔阳岭然后进入夹山。
- 于延超（966年）
- 耶律勃古哲（保宁年间）
- 萧太（982年）
- 颓剌（？－986年）
- 涅离（986年－？）
- 萧某（兰陵公，1012年）
- 赵惟果（不详）
- 萧昭古（1030年）
- 耶律信宁（1032年）
- 耶律宗教（1032年－1038年）
- 萧溥（1039年）
- 杨佶（？－1046年）
- 耶律铎轸（重熙年间）
- 耶律通（1058年）
- 赵为果（1060年）
- 韩郭三（不详）

### 金天德军
辽朝灭亡后，天德军的故地被西夏占据，金朝完颜亮在位时期遂撤销其建置。
- 郭企忠（1128年）
- 徒单拔改（金太宗时）
- 完颜骨赧（天眷初年）
- 完颜仲（正隆年间）

## 经济
安史之乱后，回鹘汗国对唐朝威胁远不如吐蕃严重，故而在中晚唐时期出现了北疆河套地区战事反较西套的银川平原少。在这种情况下，唐朝就看上了后套地区这里广袤万里的良田以求发展农业，对经济有很大发展。但后套地区距中原腹地悬远人烟稀少，也是历来唐朝免死配流之处，并以此来保证这里一定数量的居民，因此这也是农业不发展的一个重要的原因。后套地区占据着相对优越的地势条件与自然环境。以河曲外围驻防城而言，前有贺兰山，阴山山脉作为巨大的天然屏障，后有黄河天堑作为依托，山河之间土地平衍而肥沃，水利资源丰饶，自古受唐朝人好评，并反映了丰州城、西受降城、天德军城等驻防城所处军事地理条件与自然环境之适宜。
天德军地处回鹘汗国之要冲，也是草原丝绸之路的必经之地，唐朝在新宥州至天德军设有新馆11所，对使者南下夏州和灵州提供便利。此外，由于回鹘汗国地处草原丝路的中心，作为丝绸之路的枢纽与中转站，来自东、西方的商旅都要在这里停留，因此从中获利不少，并给予社会增加了巨额财富。回鹘人以马匹向唐朝换取丝绸，从而也就刺激了畜牧业生产的迅速发展，此后兴起了经商之风，足迹远至契丹和中原地区，并且在那里长住下来。大批粟特商人，来唐朝进贡的西方使者和到西域去的唐朝商旅和使节以此为中转站，回鹘也便同时吸收东、西文化，为跻身到定居式民族行列起了重要作用。

## 遗址

### 故天德军城
故天德军城的具体位置在今内蒙古额尔登布拉格苏木北境，乌梁素海东侧的土城子古城，1933年因洪水被淹没在乌梁素海下，今天已不能看到，据原住在该地老人，其城甚大，当地人称之为土城子。安史之乱期间，该城被贼将宋星星所毁，因天德军城疮痰未复，遂移驻西受降城，所部兵马安置在永清栅，即故隋大同城（今内蒙古乌拉特前旗北部乌梁素海南岸），直至814年，重建天德军城，都防御使遂回驻旧城。
1976年考古队在该地附近发现了一座唐墓，墓志铭文记死者名王逆修，生前任天德军防御都虞侯，段后葬于天德军城南原五里。张郁在《内蒙古文物考古》1981年刊载的《唐王逆修墓志铭考释》 依据1976年的实地调查结果，首次确定乌梁素海东岸的土城子为故天德军城遗址的具体所在。
铭文记载了墓志主人于823年因染疾放家人从良的事情，所放4人为51岁的汉婢张净德，为前使金吾李大夫赏得，及其10岁女不弱；契丹婢蕃名信的铃，此婢汉名王春燕，14岁，与墓主妻贾氏为女；男春子12岁，改名王昌铉，与墓主第三子王昌鉷为弟。墓志主人疾笃而释放奴婢从良，意在积阴德修来世，又恐死后子孙反复，请人将解放奴婢事预先记录于自己的墓志。若有放良纠纷，可让原奴婢张净德等掘出入葬墓志为放免的依据去告官。

### 永清栅
天德军所属的永清栅（或永济栅），在天德军城西南三里处隋大同城东北。遗址位于今乌拉特前旗额尔登布拉格苏木境，乌梁素海东南，即土城子遗址西南1.5公里处。